# Strymon pallida
Strymon pallida är en fjärilsart som beskrevs av Tutt. Strymon pallida ingår i släktet Strymon och familjen juvelvingar. Inga underarter finns listade i Catalogue of Life.